# 水野七海
水野 七海（みずの ななみ、5月1日 - ）は、日本の女性声優、ナレーター。主にアダルトゲームに声をあてている。元アトリエピーチ所属。2021年7月1日にフリーランスとなった。

## 経歴
- 早稲田大学文学部卒業生である[1][3]。
- 2016年より声優活動を開始している[1]。
- エロに興味がなく、仕事として割り切るエロゲ―声優も多い中、小学生から美少女系のアニメが好きで10代から18禁ゲームを見て育ち、望んで業界に飛び込んだ[4]。

## 人物
- 趣味はPCゲーム、アイドル鑑賞、メイド喫茶、麻雀、舞台探訪[1]。特技はピアノ、一気飲み[1]。
- 仲の良い声優に、花澤さくら、飴川紫乃、風鈴みすずがいる。[5][6][7]
- “エロゲー声優は普段からエロいこと考えてる”といわれる典型的な声優で、ラジオ企画のために、常に下ネタやそれらしく聞こえるものを考え、スマートフォンにメモしている[4]。自身では「頭の中に童貞と痴女と監督がいるような感じ」と表現している[4]。

## 出演
太字はメインキャラクター。

### アダルトゲーム

#### 2016年
- あなたをオトコにしてあげる!（白土つばめ[1]）
- 俺が校則!中出し以外は校則違反!!!（東雲香凛[8]）
- 近親交際倶楽部（浅野由里子[9]）
- 残念な姉との幸福論（八重樫鈴音[10]）
- ぜったい遵守★にゅ〜こづくりわーるど（沖田奏音[11]）
- 発射できない男（仮）（篠山玲子[12]）
- 発情インフレーション〜気になるあの子の淫れスイッチ〜（美綴伊織[13]）

#### 2017年
- 甘夏アドゥレセンス（スターシャ・マヤコフスカヤ[14]）
- 異世界風俗、始めました〜転生したらハーレム性活が待ってました〜（ソフィア[15]）
- 神様のゲーム -監禁された６人の男女-（円成寺琴子[16]）
- ChronoBox -クロノボックス-（四十九筮[1]）
- 女子校生がこんなに痴漢好きなわけがない!（鳳佳苗[17]）
- シューカツ!（針生陽子[1]）
- ツギハギめいくぴーす!（山崎弥[18]）
- 夏夜に悶える七人の誘女（美山咲良[19]）
- DolphinBlade -ドルフィンブレード-（オトハ・シノギリ[20]）
- ニュートンと林檎の樹（イルザ[1]）
- 幕末尽忠報国烈士伝 -MIBURO-（岡田以蔵[21]）
- ぱふぱふ銭湯物語!〜町のお風呂屋さん、繁盛の秘訣はHなマッサージ〜（門倉愛実[22]）
- 僕らの世界に祝福を（茶々[23]）
- 星空TeaPartyえくすとら〜「恋愛」はじまりました〜（珀欧・亜莉子・リンデル[24]）
- 魔法少女をメチャクチャにしてみた〜崩壊悪堕〜（九都和メグ[25]）
- リアルエロゲシチュエーション!（宮之上環奈[26]）
- 恋愛教室（早河彗[27]）
- 夜巡る、ボクらの迷子教室（橘さき[28]）

#### 2018年
- リアルエロゲシチュエーション! H×3（宮之上環奈[29]）
- 働くオトナの恋愛事情2（深沢旭[30]）
- HarmonEy（一ノ瀬綾子[31]）
- ラプソディック・ホリデイ（稲石アリサ[32]）
- 抜きゲーみたいな島に住んでる貧乳はどうすりゃいいですか?（糺川礼[33]）
- 甘園ぼ　～二人だけのヒミツの遊び～（後藤ゆり[34]）
- さえない彼女のエッチの仕方 （桃城弥生[35]）
- 背徳と欲望の間で（加納涼子[36]）
- 黒獣２　～淫欲に染まる背徳の都、再び～（アストリット[37]）

#### 2019年
- メイドinウィッチライフ！（ニーナ・ボストホーム[38]）
- ノットフィクション!（鳴宮千沙）[39]
- pieces/渡り鳥のソムニウム（伊集院 貴美香[40]）
- らぶこみゅ（ぽん子）[41]
- 和香様の座する世界（根津 水脈子[42]）
- 彼女は友達ですか? 恋人ですか? それともトメフレですか?（一ノ瀬 沙耶佳）[43]
- 抜きゲーみたいな島に住んでる貧乳はどうすりゃいいですか？２（糺川礼[44])
- 恋愛、借りちゃいました（泉 ちなつ）[45]
- モウソウスピーカー ～Hな妄想が聴こえてくるよ～（七海 憂巳）[46]
- 真愛の百合は赤く染まる（優子）[47]
- ママ×カノ ～教え子のお母さんがエッチな先生で、娘の世話を焼いたら駄目ですか?～（高槻 優奈）[48]
- もっと!孕ませ!炎のおっぱい超エロ♡アプリ学園!（伊々月 リリア）[49]
- 恋愛、借りちゃいました 椿&ちなつ&こなつ ミニアフターストーリー（泉 ちなつ）[50]

#### 2020年
- 神様のしっぽ ～干支神さまたちの恩返し～（あまね）[51]
- 恋愛、借りちゃいました 絵未&八純 ミニアフターストーリー（泉ちなつ）[52]
- モノノ系彼女 ～陰キャですが、恋して良いですか？〜（雪夜 氷雨）[53]
- 彼女がアイツで、俺はだれ!?（霧島 織愛）[54]
- Secret Agent ～騎士学園の忍びなるもの～（扇 このは）[55]
- リアルエロゲシチュエーション!2（鳳 千景）[56]
- トリニティ×カラミティ 〜淫らな躾と終わる世界〜（エルシャ・クレール）[57]
- Re CATION ～Melty Healing～（二川 晴）[58]
- pieces/揺り籠のカナリア（伊集院 貴美香）[59]
- 鍵を隠したカゴのトリ -Bird in cage hiding the key-（瑞葉 伊鶴）[60]
- パパ活あやちゃんと種付けおじさん（佐伯 彩花）[61]
- シス△キャン（地原 蓮）[62]
- 闇染Liberator －闇堕ち勇者と堕ちる戦姫－（伏見 詩/神霊姫巫女・シオン）[63]
- 異世界孕ませハーレムパーティー ～最弱の解析スキルが異常発達してエッチな弱点を丸裸に！最強の爆乳冒険者たちを肉便器化！～（アイリ）[64]

#### 2021年
- 同級生リメイク （成瀬 かおり）[65]
- 源平繚乱絵巻 -GIKEI-（鷲尾 義久）[66]
- 聖奴隷学園2（風無 永愛）[67]
- Secret Agent影華 ～shadow flower～（扇 このは）
- とっても明るい!お嬢様の満喫☆夢のどすけべ生活（白峰咲 柚子梨）
- もっと!孕ませ!炎のおっぱい異世界超エロサキュバス学園!（キャルル・レストラム） [68]
- ふゆから、くるる。（月角島 ヴィカ） [69]
- 彼女は友達ですか? 恋人ですか? それともトメフレですか? Second（神楽坂 早苗）

#### 2022年
- ゲーム(エロゲー)みたいな、ステキな恋がしたいっ!（音風 茉莉音）
- 姫と婬欲のテスタメント （シルフィア・ルミナ・ウィンストル）
- 華は短し、踊れよ乙女（千波 巴）

#### 2023年
- リアルエロゲシチュエーション！DT（兎月 那由多）
- 天瀬島は色恋ざかり（月城 ゆかり）
- ハーレム×楽園 - Harem × Shangri-La -（篤近 結）
- ユズリハの詩 -異能力組織犯罪対策部 特殊機動隊 第二課-（月島副官）

#### 2024年
- 旭光のマリアージュ（アンリエッタ・ローゼス）
- 彼女は友達ですか? 恋人ですか? それともトメフレですか? W（一ノ瀬 沙耶佳）

#### 2025年
- Miss！Don't Affect my Rank（Akane）[70]
- 宿りし乙女の誓いと魔法（猪熊 豪姫）
- ギャルズフィクション（我楽多 真魚）

### ゲーム
- ウチのペット事情（カカオ）[71]
- ふゆから、くるる。（月角島 ヴィカ）
- 同級生リメイクCSver（成瀬 かおり）[72]
- 旭光のマリアージュ episode LIA（アンリエッタ・ローゼス）

### ブラウザ/モバイルゲーム
配信中
- アイオライトリンク（クオン）
- 空戦乙女-スカイヴァルキリーズ-（ミーア、ナディア、咲夜）
- 淫魔降臨デビル☆カーニバル（フィラ、セリカ、ランシュ、大帝、エンペリウム)
- ギャングオブヘブン（好本秋穂、ペトラ＝アンクレート、夕神彩火）
- TOKYO天魔（アバドン）
- LAST DRAGOON〜禁断のXXX〜（サーシャ）
- Gemini Seed（カノン(R)、パオラ(SR)、イネス,アルテミシア(SSR)）

- Deep One 虚無と夢幻のフラグメント（キリエ）
- ミナシゴノシゴト（ナポレオン・ヴォナパルトォ!![80]）
- 宝石姫 JEWEL PRINCESS（フェナカイト、エレスチャル、グレープカルセドニー）
- 超昂大戦 エスカレーションヒロインズ（エスカ・サファイア / 加古野ヒビキ[81]）
- 神殺しのアリア（時透定）

### 音声作品
-役名が掲載されている作品のみ（）内に掲載。
- 【フォーリー・波音耳かき】あやかし郷愁譚 ～マコ まことこま～（まこ・こま）[82]
- 【司書官さんの耳舐め隠語】『Healing of King～お硬い司書官の、癒やしの囁き淫語マッサージ～（司書官さん）
- ダキカノ 5thシーズン Vol.2（2021年、明日見さやか）

### ラジオ
- トイズハート放送局（2020年7月5日 - 2021年3月、ラジオ関西）[83][4]

### インターネット番組
- エロゲ界を盛り上げるために舞い降りた番組“美少女ゲームで微笑するらじお!”（2016年 - 、ニコニコ生放送）[84]
- おやラジ（2016年 - 、Ustream）※アシスタントを担当[1]
- 弥（あまね）ちゃん♂の今夜もめいくぴぃぃぃっす!!（2017年 - 、ニコニコ生放送）[85]
- 桃色ボイスクリニック ～ASMR×声優バラエティ～　(2018年 - LisPon ,（2019年～YouTube他 2020年）[86][87]
- 「神姫PROJECT」公式番組『まこ・七海・佑磨の神プロRADIO』（2023年 -2024年 YouTube他）
- 「神姫PROJECT」公式番組『まこ・七海・佑磨の神プロ倶楽部』（2024年 - YouTube他）

### 歌唱
- 「Unlock New Worlds!!」（『ぜったい遵守★にゅ〜こづくりわーるど』主題歌）
- 「部屋と心を片付けて」（『残念な姉との幸福論』鈴音ED曲）[1]
- 「まじかる★ニャンニャン」、「セイギのチカラ -フィラver-」（『淫魔降臨デビル★カーニバル』キャラクターソング）[1]
- 「たくさんの未来」（『抜きゲーみたいな島に流れる歌はどうすりゃいいですか？』キャラクターソング）

### ディスコグラフィ
- ななみっくす -Nana★Mix- [88][89]

### その他コンテンツ
- ORYO CLASSMATE COLLECTION（琴吹千鶴[1]）

## イベント・ライブ出演他
| 出演日            | タイトル                                                           | 会場                                      |
| ----------------- | ------------------------------------------------------------------ | ----------------------------------------- |
| 2019年08月25日    | リレビFES（水野はMC・歌唱を担当）                                  | NAGOYA ReNY limited（愛知県）             |
| 2019年09月21-22日 | スクフェス感謝祭2019 でかスクフェスステージ（水野は両日MCを担当）  | ベルサール秋葉原（東京都）                |
| 2019年10月27日    | 杏花 メモリアルイベント 2019 はながたり（水野は第3部でゲスト出演） | 新宿MARZ（東京都）                        |
| 2019年12月27日    | ぬきたしファンミーティング～不倫は文化祭～                         | 高田馬場 CLUB PHASE（東京都）             |
| 2021年04月03日    | ぬきたしファンミーティング～卒園式 喘げば尊し～                    | 府中の森芸術劇場 どりーむホール（東京都） |